# Shipley Do-Nuts
A Shipley Do-Nuts (coloquialmente conhecida como Shipley's) é uma empresa americana de donuts e uma cadeia de cafés com mais de 300 lojas franqueadas no sul dos Estados Unidos, incluindo Texas, Oklahoma, Luisiana, Arkansas, Tennessee, Mississippi, Flórida, Alabama e Colorado. Sua sede está localizada em Northside, Houston, Texas.

## História
A Shipley Do-Nuts foi fundada em 1936 por Lawrence Shipley. Quando Shipley criou sua receita pela primeira vez, seus donuts eram cortados à mão, servidos quentes durante o dia e vendidos por US$ 0,05 (equivalente a US$ 1,1 em 2023) por dúzia. Shipley e a sua família trabalhavam na sua padaria original na 1417 Crockett Street em Houston, Texas. O objetivo de Shipley era continuar a vender donuts quentes aos clientes. Dizia ele: “Quando mordem um donut quente, voltam sempre”.
Lawrence Shipley Jr. assumiu a direção do negócio e, mais tarde, Lawrence W. Shipley III tornou-se o presidente da empresa. Atualmente, a sede da cadeia permanece em Houston, Texas, no número 5200 da North Main.

### Crescimento

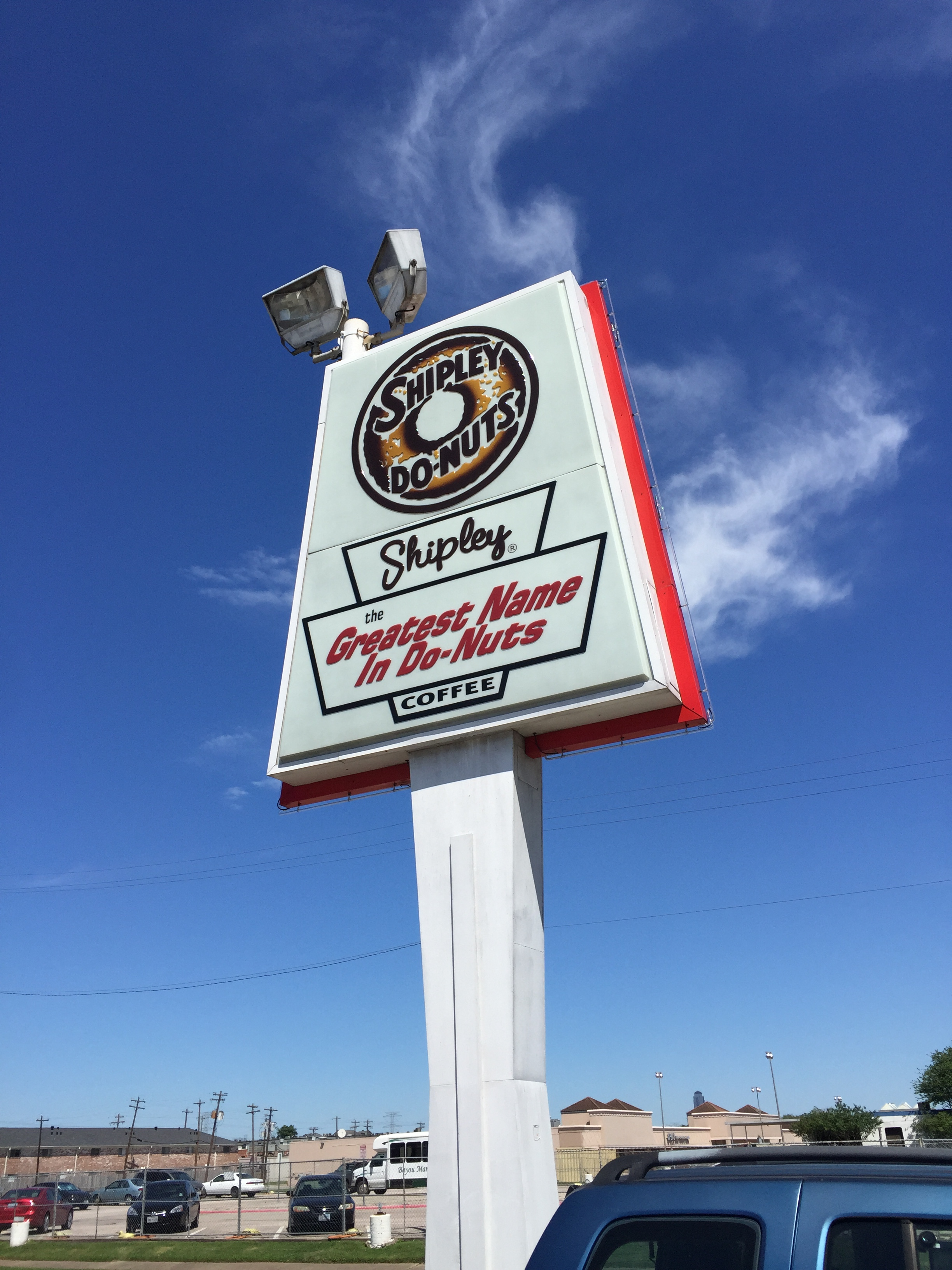
Sinal da Shipley Do-Nuts utilizado como publicidade nas rodovias

No final da década de 2010, a Shipley Do-Nuts iniciou uma fase de rápida expansão. As localizações da Shipley Do-Nuts baseiam-se principalmente no sul dos Estados Unidos, mas a sua marca tem vindo a deslocar-se para mais longe. Em 2018, a empresa estreou lojas na Flórida, Colorado e Oklahoma. Na Flórida, o primeiro local foi aberto em Bradenton. Naquele ano, eles também abriram o primeiro local do Colorado em Aurora, na Região Metropolitana de Denver. O segundo local do Colorado foi inaugurado em 2019 em Fountain, na Região Metropolitana de Colorado Springs.

### Logotipo
O atual logotipo da empresa deriva do letreiro da loja original, que consistia numa grande figura circular de um donut para informar os clientes de que vendiam donuts. Desde o início da loja original, o logotipo em forma de donut foi atualizado várias vezes, mas manteve sempre o mesmo tema. Nas suas diferentes atualizações, elementos como o tipo de letra, o brilho, o sombreado e o tamanho foram ligeiramente alterados ao longo do tempo. Em meados da década de 2010, a empresa tentou implementar um logótipo alternativo, mas foi de curta duração.